# Xiomara Xibillé
Xiomara Xibillé Aristizábal (Medellín, 18 de enero de 1973) es una presentadora de televisión y actriz colombiana. 

## Biografía
Desde muy pequeña se fue a vivir a Cali, junto con sus padres, quienes se trasladaron a esa ciudad por cuestiones laborales. Cursó sus estudios de primaria y secundaria en el Liceo Benalcázar. Es descendiente de inmigrantes españoles y alemanes.
Con apenas tres años de edad, fue niña modelo de un comercial de Coltejer, en 1976.[cita requerida] Luego estudió ballet y teatro. A los diecisiete años, fue la ganadora del concurso de modelaje Chica Palmolive en 1990. Actuó por primera vez en los programas juveniles Blue jeans e Imagínate, de la programadora Punch. Un año después, en 1991, fue escogida como presentadora de un espacio infantil llamado Todo el mundo está feliz, versión colombiana de El show de Xuxa. Su participación en dicho programa hizo que los productores de Panamericana Televisión la vincularan como «nubelina». Es decir, la presentadora del segmento local de Nubeluz. Su desempeño fue tan destacado que en 1993 pasó a ser «dalina» (presentadora del programa principal, emitido desde Lima, Perú), junto con Almendra Gomelsky, Mónica Santa María y Lilianne Braun, convirtiéndose en una celebridad entre los niños y niñas de casi toda Latinoamérica. Xiomara se mantuvo en este espacio hasta 1995.
En 1998, viajó a Ecuador contratada por el canal Ecuavisa, que, aprovechando su fama en el país tras Nubeluz, lanzó con ella el programa Xiomy. 
Xiomara actuó en 2000 en la telenovela Alejo, la búsqueda del amor, de Caracol Televisión, que recrea la vida del compositor de vallenato Alejo Durán. En esta producción dramática, Xiomara interpretó al personaje de Fidelina.
Posteriormente, fue presentadora del programa ABC del bebé, de City TV. Xiomy estudió Comunicación Social en la Universidad Javeriana de Bogotá y raya yoga en la Universidad Mundial de la Paz Brahma Kumaris, en India, en la Escuela Satiananda, y en la Gran Fraternidad Universal de Perú. Es psicoterapeuta especializada en la Asociación de Psicología Transpersonal de Colombia y especialista en medicina ayurvédica de la Fundación Prema, de Buenos Aires.
En febrero de 2010, publicó un libro titulado Tiempo de siembra, sobre la maternidad en los primeros años y fue cofundadora de una cadena de restaurantes vegetarianos llamada Xilvestre.
También en 2010, lanzó al mercado un nuevo trabajo discográfico titulado Yo tengo la magia, con el sello Yoyo Music, celebrando sus veinte años de trayectoria musical, con una reedición de sus mejores canciones, incorporándoles arreglos y sonido más modernos, acompañada por el grupo Déjame Ser. 
En 2011, Xiomy formó parte del elenco la telenovela Tres milagros, del Canal RCN, interpretando a María Patricia Botero de Fontanarrosa, la mamá de una de las protagonistas. Según información aparecida en la revista TV y Novelas, Xiomy se separó de su esposo, el empresario colombiano Jorge Enrique Bermúdez —se habían casado el 7 de diciembre de 1997—, con quien tuvo 2 hijas: Luna y Monserrat.
En 2012, Xiomy inauguró el nuevo restaurante vegetariano llamado Vivir Bonito, ubicado en la localidad de Usaquén, al nororiente de Bogotá. En 2014 tuvo su 3era hija, Guadalupe. Entre 2015 y 2016, presentó el programa de entrevistas Mujeres, en el Canal 1, de la televisión pública. Por ese entonces, contrajo matrimonio con el empresario Roberto Cuellar, con quien tuvo a su tercera hija, llamada Guadalupe.
En abril de 2015, y luego de una rápida campaña efectuada en redes sociales, se confirmó que para celebrar los veinticinco años de la primera emisión de Nubeluz, se organizaría una gira de reencuentro, con la participación de Xiomara junto con Almendra Gomelsky y Lilianne Braun, acompañadas de gran parte del elenco de bailarines originales del programa. El 8 de septiembre, se informó que la fecha oficial de celebración del aniversario quedaba establecida para febrero de 2016. Finalmente, el 17 de diciembre de 2015, en una conferencia de prensa a la que asistieron las dalinas y los bailarines, se ratificó la celebración del aniversario. El evento se llevó a cabo del 8 al 14 de febrero de 2016, en Lima. En 2017, publicó el libro Estar bien, sobre alimentación saludable.

## Trayectoria

### Como actriz
| Año  | Título                      | Personaje                             | Canal              |
| ---- | --------------------------- | ------------------------------------- | ------------------ |
| 1990 | Imagínate                   |                                       | Producciones PUNCH |
| 1990 | Blue jeans                  |                                       | Producciones PUNCH |
| 2000 | Alejo, la búsqueda del amor | Fidelina                              | Caracol Televisión |
| 2008 | Aquí no hay quién viva      | Elkam, la Vikinga                     | RCN Televisión     |
| 2011 | Tres milagros               | María Patricia Botero de Fontanarrosa | RCN Televisión     |
| 2022 | Enfermeras                  |                                       | Canal RCN          |

### Como presentadora o participante
| Año       | Título                   | Personaje    | Medio                   |
| --------- | ------------------------ | ------------ | ----------------------- |
| 1991      | Todo el mundo está feliz | Presentadora | Producciones PUNCH      |
| 1993-1995 | Nubeluz                  | Presentadora | Panamericana Televisión |
| 1998      | Xiomy                    | Presentadora | Ecuavisa                |
| 2006-2011 | ABC del bebé             | Presentadora | Citytv                  |
| 2011      | Ama tu casa de día TV    | Presentadora | Claro TV                |
| 2015-2016 | Mujeres                  | Presentadora | Canal 1                 |
| 2021      | ¿Quién es la máscara?    | Participante | Canal RCN               |

## Premios y reconocimientos
- 1992: Premio India Catalina, categoría revelación del año, por Todo el mundo está feliz.

## Discografía conNubeluz
| 1993      | La naturaleza (disponible solo en Argentina) |
| 1993-1994 | Compartir (producción no editada)            |
| 1995      | Hola todo el mundo (producción no editada)   |

## Discografía como solista
| 1991 | Todo el mundo está feliz (Sony Music) |
| 1992 | Péinate como quieras (Sony Music)     |
| 1997 | Xiomy Amérika (Sony Music)            |
| 2010 | Yo tengo la magia (Yoyo Music)        |